# Dendrobranchiata

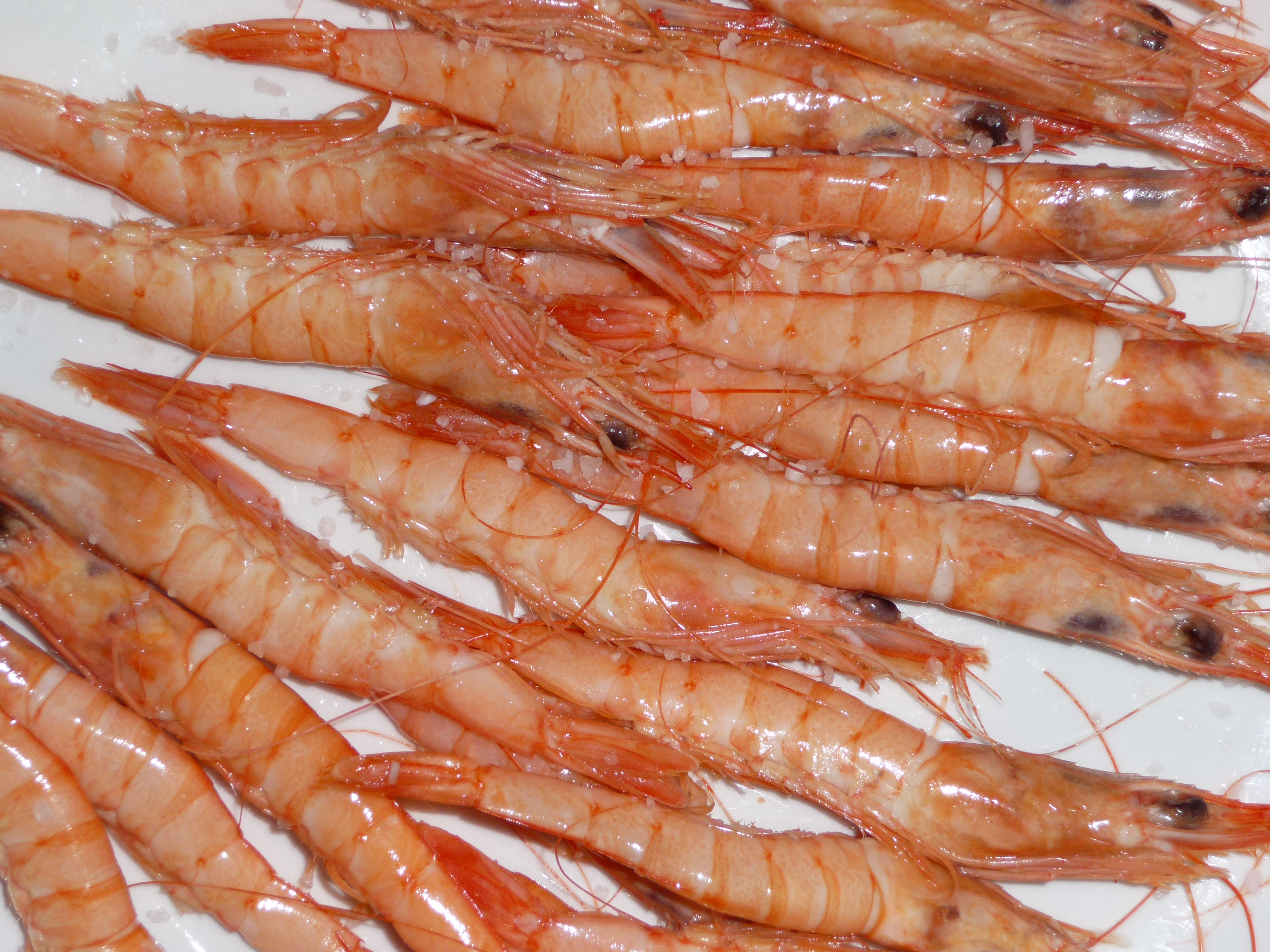
Parapenaeus longirostris

Dendrobranchiata Bate, 1888, é um clado de crustáceos caracterizados por brânquias ramificadas e por não incubarem os ovos. Pertencem a este grupo os camarões peneídeos e os sergestídeos.
Possuem o 3º par de pereópodes quelado, com exceção das espécies que o apresentam reduzido, e a pleura do segundo somito do abdómen não se sobrepõe à do primeiro. Saem do ovo com a forma nauplius e passam pelas fases larvares de protozoea, zoea e póslarva.